# Cristiano Rattazzi
Cristiano Santiago Argentino Rattazzi (Ciudad de Buenos Aires, 25 de septiembre de 1948) es un empresario ítalo-argentino de la industria automotriz. Es hijo de Urbano Rattazzi I y de Susanna Agnelli, por lo que posee lazos genealógicos con la Familia Agnelli, fundadora del imperio automotriz italiano Fiat, siendo sobrino de Gianni, nieto de Edoardo II y bisnieto de Giovanni I.
En consonancia con su ascendencia, es el principal responsable de la filial argentina de Fiat desde el año 1996. En cuanto a su formación profesional, es Doctor en Economía y Comercio graduado de la Universidad Bocconi de Milán en 1970 y tiene un MBA de Harvard (1973).

## Biografía
Hijo de padres italianos pertenecientes a la dinastía Agnelli, Susanna Agnelli (1922-2009), fundadora del emporio automotriz Fiat, Cristiano nació en Argentina en 1948, debido a la decisión de su padre de radicarse en dicho país durante las acciones de la Segunda Guerra Mundial. En este país, Cristiano sería el tercero de seis hijos que tuvo la pareja y el primero de dos hermanos varones.
Sus primeros años tuvieron lugar en la localidad argentina de Balcarce. Años más tarde, su familia decide emprender el regreso a Italia, donde Cristiano inició su educación secundaria en un Instituto Jesuita de Roma, pasando luego a su formación militar en el Liceo Naval Morsino de Venecia. Tras ello, comenzó con su formación profesional que lo llevó a graduarse en 1970.
Tras el retorno de Fiat a Argentina y la toma del control de las acciones de la filial de dicho país, Cristiano fue designado como presidente de esa filial que pasó a denominarse Fiat Auto Argentina S.A. y ratificado en 2002. A la par de sus tareas al frente de Fiat, fue también miembro del Consejo Directivo de la Unión Industrial Argentina y Vicepresidente de la Asociación Argentina de Fabricantes de Automóviles (ADEFA).

## Vida privada
En 1973 se casó con la empresaria argentina Sonia del Carril, con quien tuvieron tres hijos: Alexia, Urbano y Manuela. Rattazzi y Del Carril se divorciaron en 1993, luego de 20 años de matrimonio. En el año 2020, Del Carril junto a su hermano Miguel quedaron envueltos en una polémica al filtrarse datos sobre un blanqueamiento de hasta U$S 400 millones y ser sindicados como propietarios de una firma "off-shore" identificada en el marco de la megacausa conocida como "Panamá Papers". Actualmente, Rattazzi está en pareja con la también empresaria Gabriela Castellani, con quien convive desde 2011.
A la par de sus acciones como empresario, Rattazzi desarrolló una esporádica carrera deportiva como piloto de categorías promocionales, siempre representando a la marca italiana.[cita requerida]

## Árbol genealógico resumido de Cristiano Rattazzi
| Edoardo Agnelli I Aniscetta Friscetti | Giovanni Agnelli I Clara Boselli | Edoardo Agnelli II Virginia Bourbon | Umberto Agnelli Allegra Caracciolo     | Andrea Agnelli Emma Winter          | Giacomo Agnelli              |
| Edoardo Agnelli I Aniscetta Friscetti | Giovanni Agnelli I Clara Boselli | Edoardo Agnelli II Virginia Bourbon | Umberto Agnelli Allegra Caracciolo     |                                     |                              |
| Edoardo Agnelli I Aniscetta Friscetti | Giovanni Agnelli I Clara Boselli | Edoardo Agnelli II Virginia Bourbon | Umberto Agnelli Allegra Caracciolo     | Anna Agnelli                        |                              |
| Edoardo Agnelli I Aniscetta Friscetti | Giovanni Agnelli I Clara Boselli | Edoardo Agnelli II Virginia Bourbon |                                        |                                     |                              |
| Edoardo Agnelli I Aniscetta Friscetti | Giovanni Agnelli I Clara Boselli | Edoardo Agnelli II Virginia Bourbon | Giovanni Agnelli II Marella Caracciolo | Margheritta Agnelli Alain Elkann    | John Elkann Lavinia Borromeo |
| Edoardo Agnelli I Aniscetta Friscetti | Giovanni Agnelli I Clara Boselli | Edoardo Agnelli II Virginia Bourbon | Giovanni Agnelli II Marella Caracciolo |                                     |                              |
| Edoardo Agnelli I Aniscetta Friscetti | Giovanni Agnelli I Clara Boselli | Edoardo Agnelli II Virginia Bourbon | Giovanni Agnelli II Marella Caracciolo | Edoardo Agnelli III                 |                              |
| Edoardo Agnelli I Aniscetta Friscetti | Giovanni Agnelli I Clara Boselli | Edoardo Agnelli II Virginia Bourbon |                                        |                                     |                              |
| Edoardo Agnelli I Aniscetta Friscetti | Giovanni Agnelli I Clara Boselli | Edoardo Agnelli II Virginia Bourbon | Susanna Agnelli Urbano Rattazzi I      | Cristiano Rattazzi Sonia del Carril | Urbano Rattazzi II           |
| Edoardo Agnelli I Aniscetta Friscetti | Giovanni Agnelli I Clara Boselli |                                     |                                        |                                     |                              |
| Edoardo Agnelli I Aniscetta Friscetti | Giovanni Agnelli I Clara Boselli | Caterina Aniceta Agnelli Carlo Nasi |                                        |                                     |                              |